# Ramløse Sand
Ramløse Sand er et område nordvest for Arresø. Det er en del af et større område, som går under navnet Sandet. Området er hævet havbund og var oprindeligt brugt til græsning af kvæg. Ramløse Sand blev brugt af bønderne fra byen Ramløse, men der var nogle få fastboende. Der er også blevet gravet tørv i området. I de sidste hundrede år er området gradvist overgået til at være et sommerhusområde.
|  | Denne artikel om lokaliteten Ramløse Sand kan blive bedre, hvis der indsættes et (bedre) billede. Du kan hjælpe ved at afsøge Wikimedia Commons for et passende billede eller lægge et op på Wikimedia Commons med en af de tilladte licenser og indsætte det i artiklen. |

|  | Denne artikel kan blive bedre, hvis der indsættes geografiske koordinater Denne artikel omhandler et emne, som har en geografisk lokation. Du kan hjælpe ved at indsætte koordinater i wikidata. |